# 希奧利艾區
希奧利艾區是立陶宛希奧利艾縣内的市镇，行政中心为希奥利艾市（为单独的市镇，不在本市镇管辖区内）。市镇面積为1,807平方公里，2020年人口数量为41,442人。